# برج أف آند أف
برج أف آند أف هو برج مكتبي يقع في مدينة بنما، بجمهورية نما. بدأ بناء البرج في 2008 واكتمل في 2011 ويتكون من 52 طابق.